# Giuseppe Arcimboldo
Giuseppe Arcimboldo, también escrito Arcimboldi (Milán, 5 de abril de 1527 – 11 de julio de 1593), fue un pintor italiano, conocido sobre todo por sus representaciones manieristas del rostro humano a partir de flores, frutas, plantas, animales u objetos: pintaba representaciones de estos objetos en el lienzo, colocados de tal manera que todo el conjunto tenía una semejanza reconocible con el sujeto retratado. Un proceso cercano a la anamorfosis en el contexto de las ilusiones ópticas o también la llamada pareidolia. A esta técnica y tópico pictóricos se les llamaron «cabezas compuestas», intrincaciones de manera antropomórfica, de carácter paródico, simbólico y extraño, que serían particulares del pintor.

## Vida
El padre de Arcimboldo, Biagio, fue artista y vidriero milanés. Como su padre, Giuseppe Arcimboldo empezó en el oficio familiar de elaborar vitrales, mosaicos y frescos para las iglesias lombardas. Entró al gremio de pintores de Milán a los 21 años. Con 35 partió a la Corte imperial en Viena como pintor de cámara del emperador Fernando I, y luego lo fue de su sucesor, el emperador Maximiliano II, y de su hijo, el futuro Rodolfo II, esta vez en Praga. Allí se halló inmerso en la ebullición de la cultura humanista, que aprovecharía. 
En la capital bohemia ganó el favor del excéntrico Rodolfo II, decorando mascaradas y confeccionando trajes festivos, así como espectáculos aparatosos de teatro, justas, nupcias, circos y bailes. Los fastos peculiares incluían ornamentaciones y artificios de fuego.
Su dirección de festejos cortesanos fue tan frecuente que queda un repertorio de dibujos y bocetos, un álbum con una centena y media de estampas para las celebraciones escénicas, coreografías, atuendos y disfraces fantásticos, de gráficas vistosas (hoy en la Galería Uffizi).
Pintó para Maximiliano II la primera serie de ocho cuadros de cabezas compuestas, sobre las estaciones y los elementos. Volvería a pintarlas en otras series que el emperador Rodolfo II envió como agasajo a distintos monarcas, entre ellos su tío Felipe II de España, de una colección de la que solo se conserva la Primavera. Tan del gusto del rey de España fueron esas ocho pinturas que por los inventarios se conoce que las mandó colgar bajo Las Furias de Tiziano en sus aposentos del Alcázar de Madrid. Cada estación se compaginaba con un elemento, según la indicación del pintor, y así se exhibían en el Alcázar de Madrid.
Serían esas obras, y no los retratos aúlicos o las pinturas de iglesias, convencionales, que también realizó, las que le darían a Arcimboldo la posteridad y el reconocimiento. Las cabezas metafóricas que lo identifican, inseparables de su nombre, en que frutas, hierbas, vegetales, raíces, cárnicos, libros, llamas, utensilios o animales se entrecruzan para formar semejanzas faciales, son una concatenación de símbolos y sutilezas a veces inexplicablemente armónicas, otras forzadas pero sugestivas, ya cerca del estilo manierista. El fenómeno mental de ilusión de estos cuadros es un estímulo de comparar aleatoriamente reconocimientos antropomórficos en lo percibido, con la significación distinta a qué el objeto separado de la combinación representara.
Así, los retratos alegóricos guardan similitud con fisonomías humanas hasta entramar elementos a modo de concordancia anatómica, grotescas y curiosas a un tiempo. El efecto pictórico de ese simbolismo proyecta sorpresa, divertimento, virtuosismo y, al final, cierta levedad de las formas difuminadas, evanescentes, con que la recreación alude a lo identificable. Hay en ellos una pretensión de extravagancia burlesca así como, al contrario, reflexiva por la delicadeza de la elaboración. De la nada sacan una mirada, una cara, un busto y se plasman esmeradamente con una deliberación compositiva, intrigante por diversificar las ilusiones coloridas y las apariencias ocultas que simularían.
Pintados mediante puntualidad y meticulosidad de miniatura, excepcionalmente detallistas, los semblantes fantasiosos, sobrepuestos como retratos figurados, partiendo del mundo natural, combinándolo, desarrollan paradojas y coincidencias en la evocación de un rostro. El vasto conocimiento naturalista de Arcimboldo le permitió afinar la habilidad para reproducir vegetaciones, décadas antes de que el bodegón fuera aceptado como un género más de la pintura.
Se puede deducir el origen de las cabezas compuestas en los grutescos antiguos, en boga a mediados del siglo xvi como decoración palaciega. Además, la corte de Rodolfo II era un punto prominente del estudio de la astronomía y la astrología y las constantes proyecciones de constelaciones y globos astrales requerían la figuración de imágenes fragmentarias, a las que sin duda estuvo expuesto el pintor. La misma formación de Arcimboldo como vidriero en su juventud, a través del uso de paneles y teselas en vitrales y mosaicos, fue una base para sus composiciones, la escisión en partes divergentes. Se ha querido ver en la influencia de Leonardo en Milán y la cercanía del padre del pintor a artistas leonardescos la fuente de los cuadros alegóricos de Arcimboldo, por los estudios de las fisonomías monstruosas que ilustró Leonardo. Hay que considerar que en los gabinetes de curiosidades comunes en la época, y en especial en la corte de Rodolfo II, era un elemento preciado la colección de malacología y surgió, por eso, toda una técnica de embutido de conchas y caracoles marinos para aparentar rostros humanos y animales, pudiendo ser este asimismo el origen de las cabezas compuestas del pintor.
Luego de una vida como pintor y decorador cortesano, donde destacó como director de los festejos de la boda de Carlos II de Austria y María Ana de Baviera, Arcimboldo pidió la venia del emperador Rodolfo II para volver a Italia. Concedida, estableció en su ciudad natal el estudio de arte que le mantendría activo hasta los últimos años.
Murió por padecimientos renales en Milán, como caballero del Sacro Imperio Romano Germánico, ennoblecido por su mecenas Rodolfo II, enriquecido y con la atención de la intelectualidad milanesa. Sobraron los poemas laudatorios y los encomios a su obra. Son de esos años finales el celebrado Vertumno, retrato del emperador, y la muy estimada Flora.
Sin embargo, su pintura caería en olvido con los siglos —casi cuatro— hasta ser revaluada. Hubo muchos imitadores y copistas posteriores, de obra aun nueva y aunque basada en Arcimboldo, de menor calidad. Se considera que alrededor de 25 pinturas auténticas de Giuseppe Arcimboldo se conservan en la actualidad.

## Legado
Cuando el ejército sueco ocupó Praga en 1648, durante la guerra de los Treinta Años, las tropas saquearon la ciudad y se llevaron unas cuantas pinturas de Arcimboldo pertenecientes a la colección del emperador Rodolfo II.
Sus obras pueden encontrarse en el Museo de Historia del Arte de Viena, en el palacio de Ambras en Innsbruck, en el Museo del Louvre en París, así como en varios museos de Suecia. En Italia su obra está en Cremona, Brescia y en la Galería de los Uffizi de Florencia. El Wadsworth Atheneum de Hartford (Connecticut), el Museo de Arte de Denver (Colorado) y el Candie Museum en Guernsey también tienen pinturas de Arcimboldo.
En España se encuentra un solo cuadro de Arcimboldo en colecciones públicas: Primavera (1573), de la serie precisamente enviada a Felipe II (Real Academia de Bellas Artes de San Fernando, Madrid). Otras dos obras del artista (Flora y Flora Meretrix), de propiedad privada, se han expuesto en Madrid y Bilbao en los últimos años.
El extraño y original arte de Arcimboldo, especialmente sus imágenes múltiples, fue redescubierto a principios del siglo xx por artistas surrealistas, entre ellos Salvador Dalí, como se aprecia en algunas de las obras de estos. La exposición «El efecto Arcimboldo» que se celebró en el palacio Grassi de Venecia (1987) incluyó numerosos cuadros de «doble sentido».

La influencia de Arcimboldo puede verse igualmente en las obras de los artistas Shigeo Fukuda, István Orosz, Octavio Ocampo y Sandro del Prete, así como en películas del cineasta Jan Švankmajer.
Durante el Siglo de Oro al menos dos escritores, se deduce en ensayos, pudieron utilizar alguna influencia, al menos parcial, arcimboldesca: Miguel de Cervantes y Francisco de Quevedo. En nuestro siglo, el escritor Roberto Bolaño recurrió al nombre del pintor para llamar al personaje principal de su novela más dilatada y cumbre: 2666.
El asteroide (6556) Arcimboldo fue nombrado en memoria de este pintor.

## Obras destacadas
- Series de las Estaciones o de los Elementos (1563, 1566, Viena, Kunsthistorisches y Louvre).
  - Verano (1563), Invierno (1563), El fuego, (1566), El agua (1563-64), óleo sobre tabla, M.º Kunsthistorisches, Viena;
  - Primavera, Verano, Otoño e Invierno, (1573), óleo sobre tabla, Louvre, París.
- Primavera, óleo sobre tabla, Real Academia de Bellas Artes de San Fernando, Madrid;
- El bibliotecario, (1566), óleo sobre lienzo, Retrato de Rodolfo II en traje de Vertumno (1591), óleo sobre tabla, castillo de Skokloster, Suecia
- El jurista (1566), óleo sobre lienzo, Museo Nacional de Estocolmo, Suecia.
- El cocinero, Museo Nacional de Estocolmo, Suecia.
- El mesero, 1574
- Flora (Arcimboldo).
- Flora meretrix.
- Las cuatro estaciones en una cabeza, National Gallery of Art, Washington D. C.
- La tierra, colección privada, en depósito en galería pública de Viena.
- Ortaggi in una ciotola o l'Ortolano, óleo sobre tabla, Museo Cívico "Ala Ponzone", Cremona;
- Autorretrato (h. 1570), dibujo, Galería Nacional, Praga;
- Carnet di Rodolfo II, 148 dibujos, Gabinete de dibujos y estampas de la Galería de los Uffizi, Florencia;
- Autoritratto cartaceo (L'uomo di lettere), (1587), dibujo, Gabinete de los dibujos y las estampas del Palacio Rosso, Génova.

## Galería

Estaciones del año
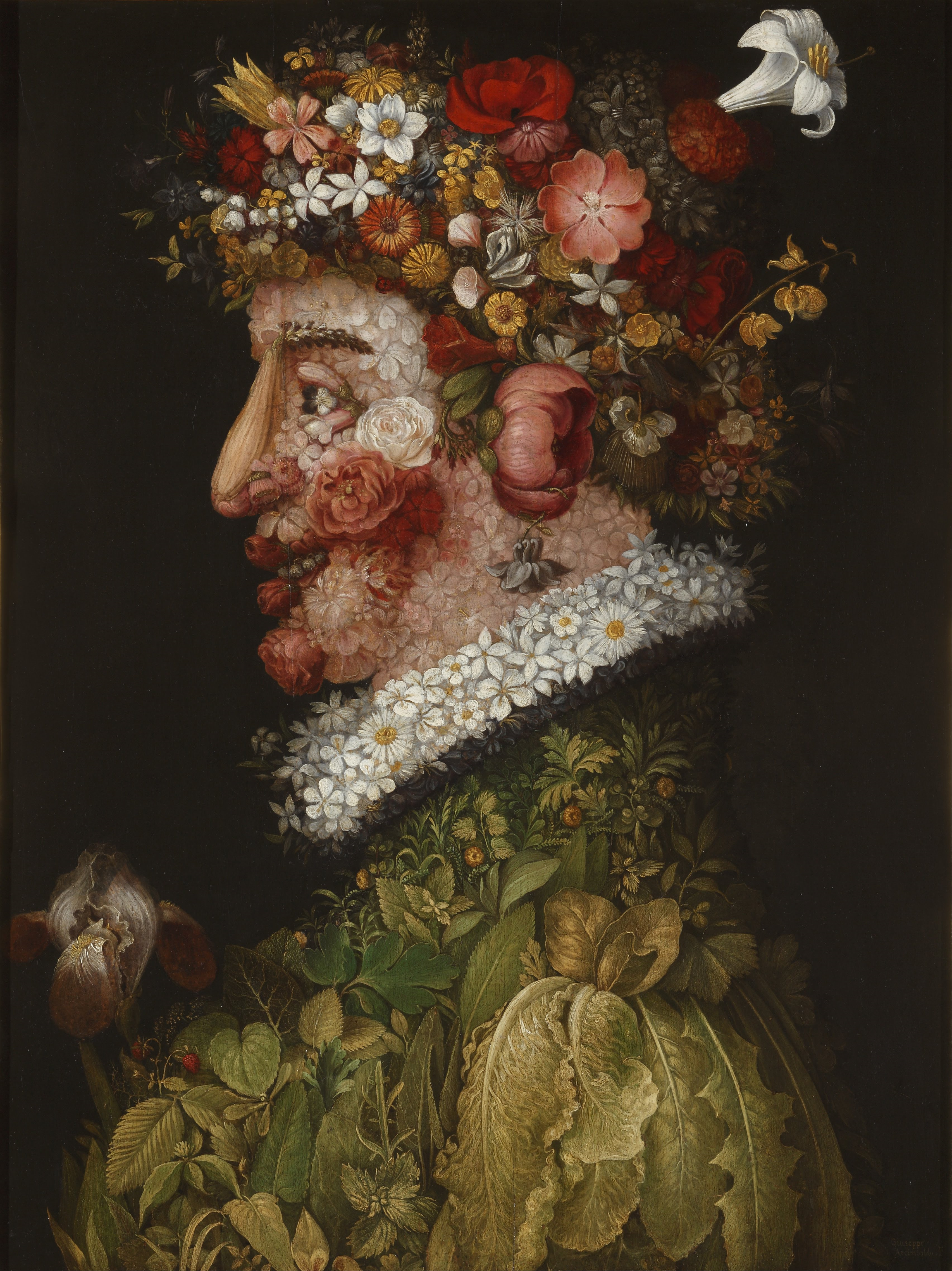
Primavera, 1573
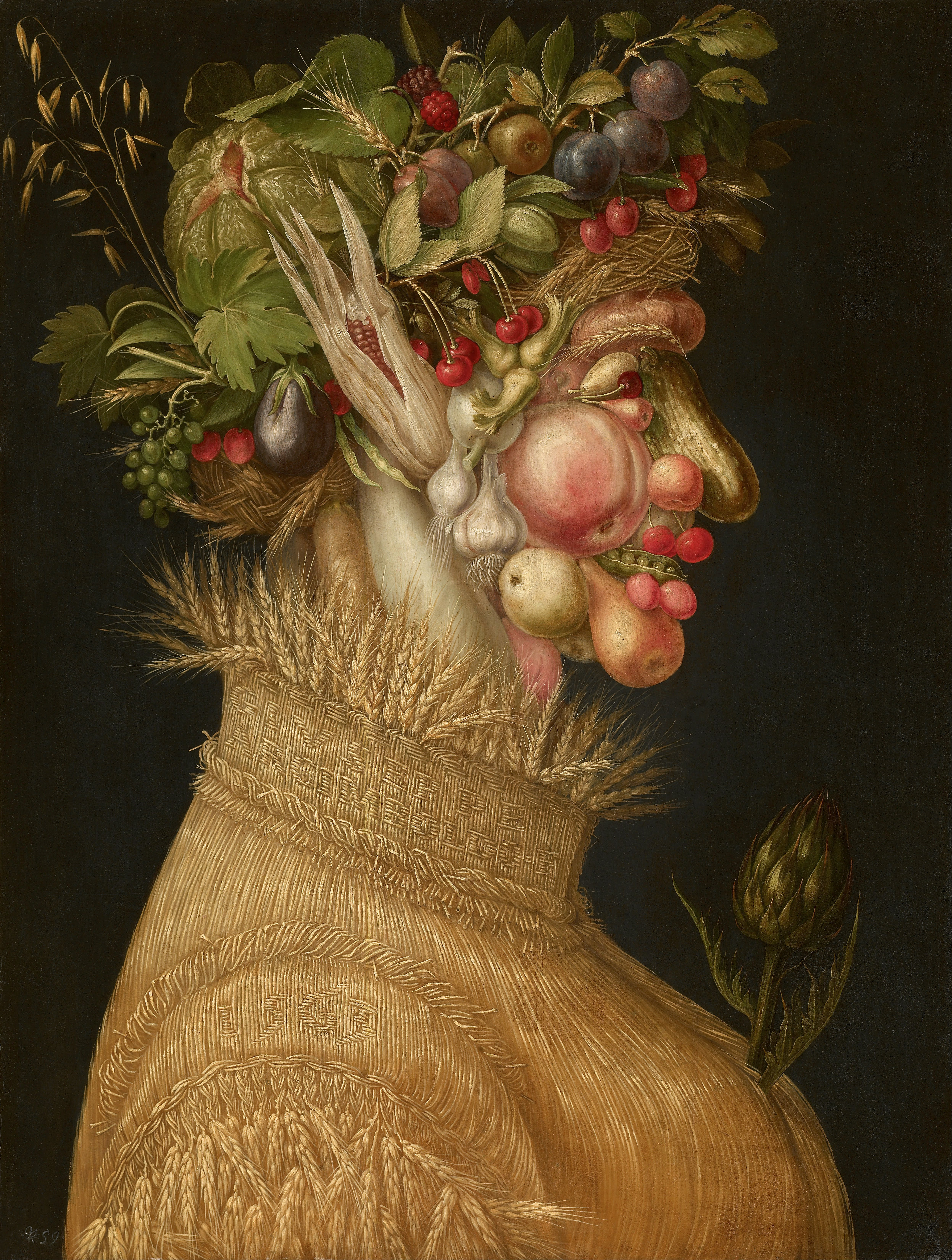
Verano, 1573
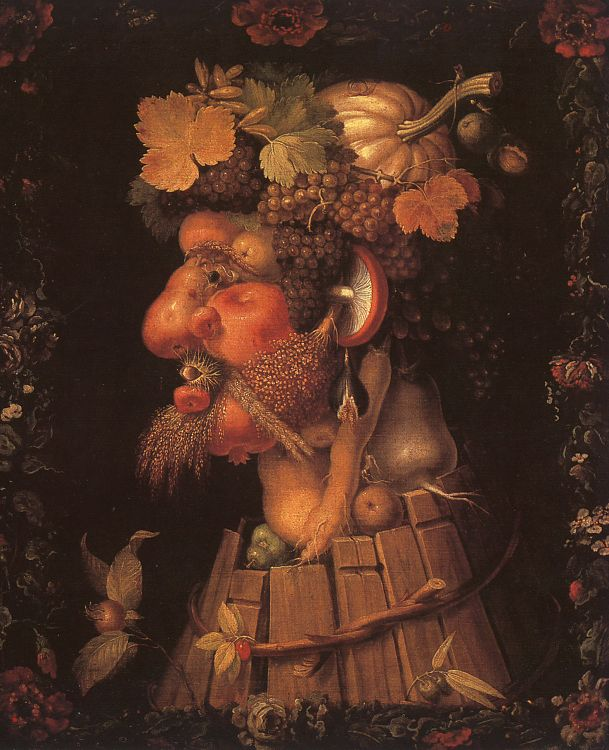
Otoño, 1573
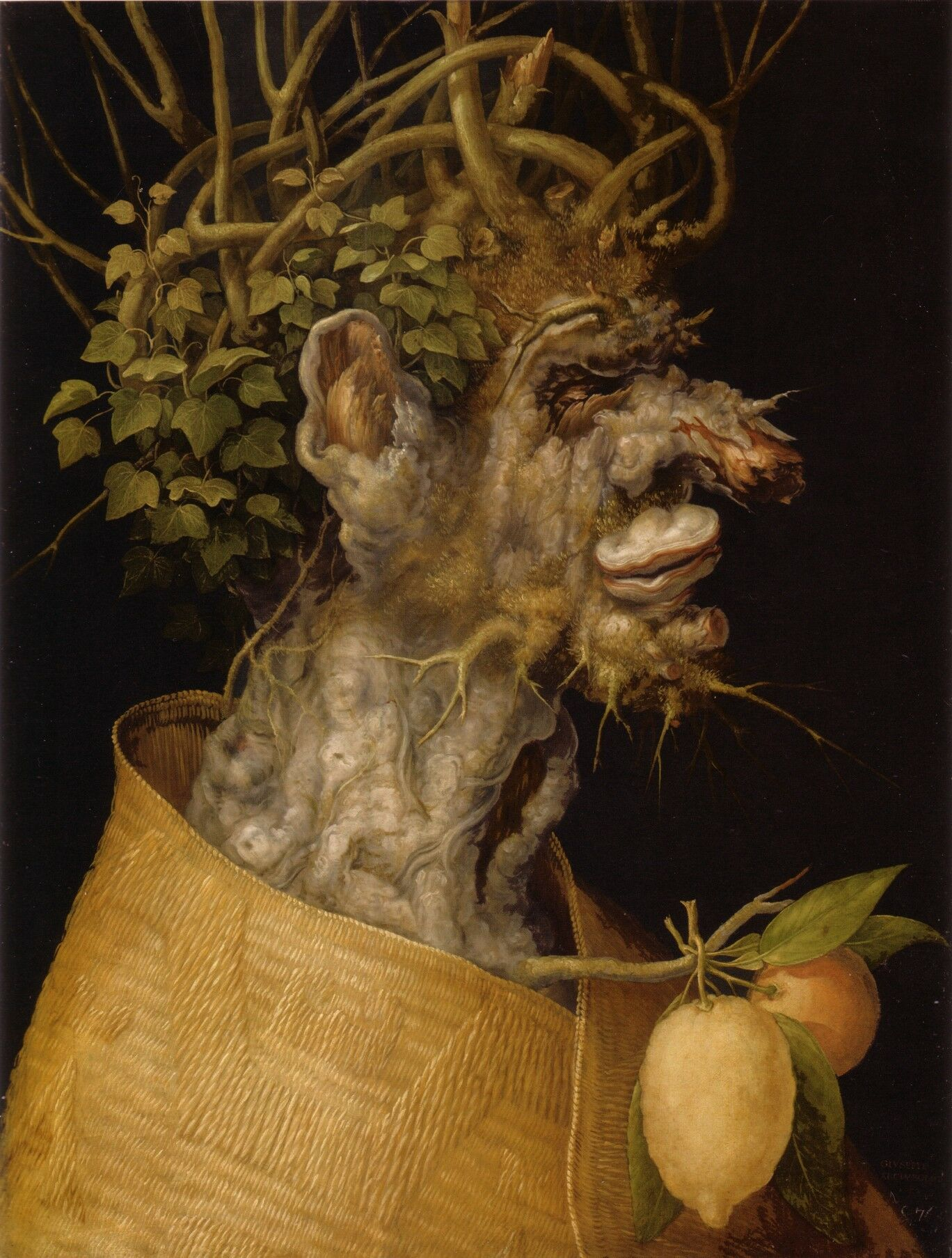
Invierno, 1573

Elementos de la antigüedad
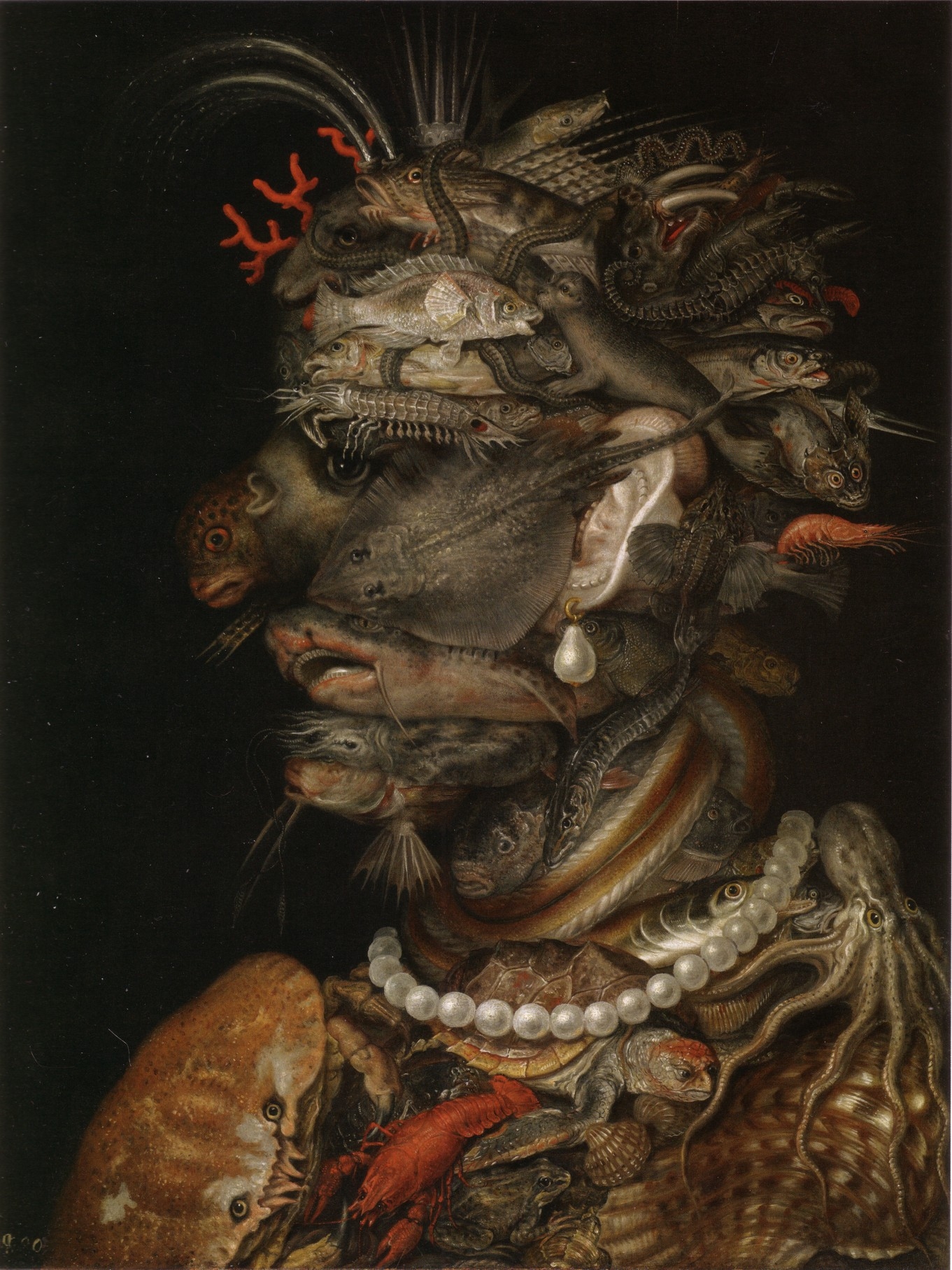
Agua, 1566
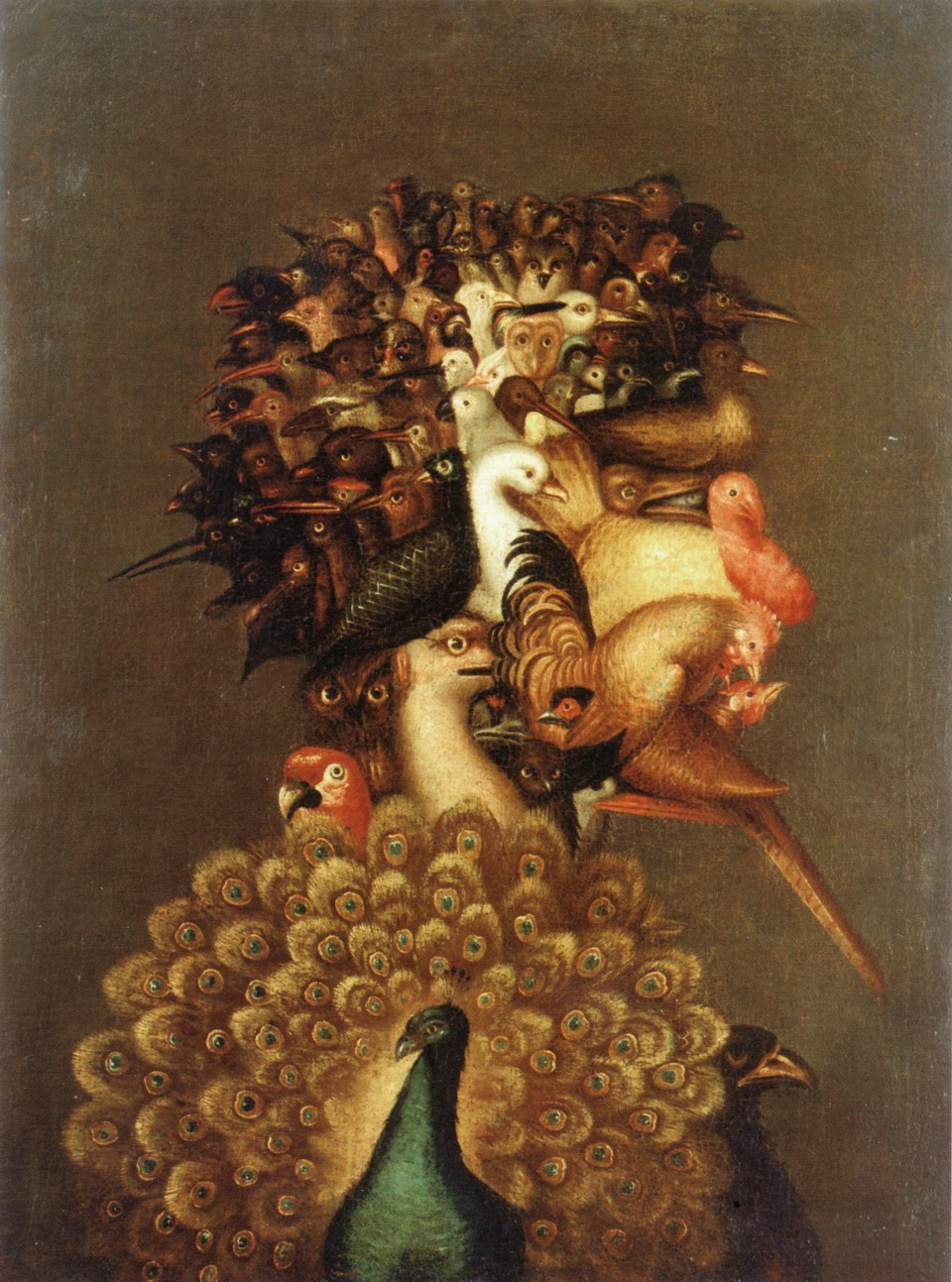
Aire (copia)
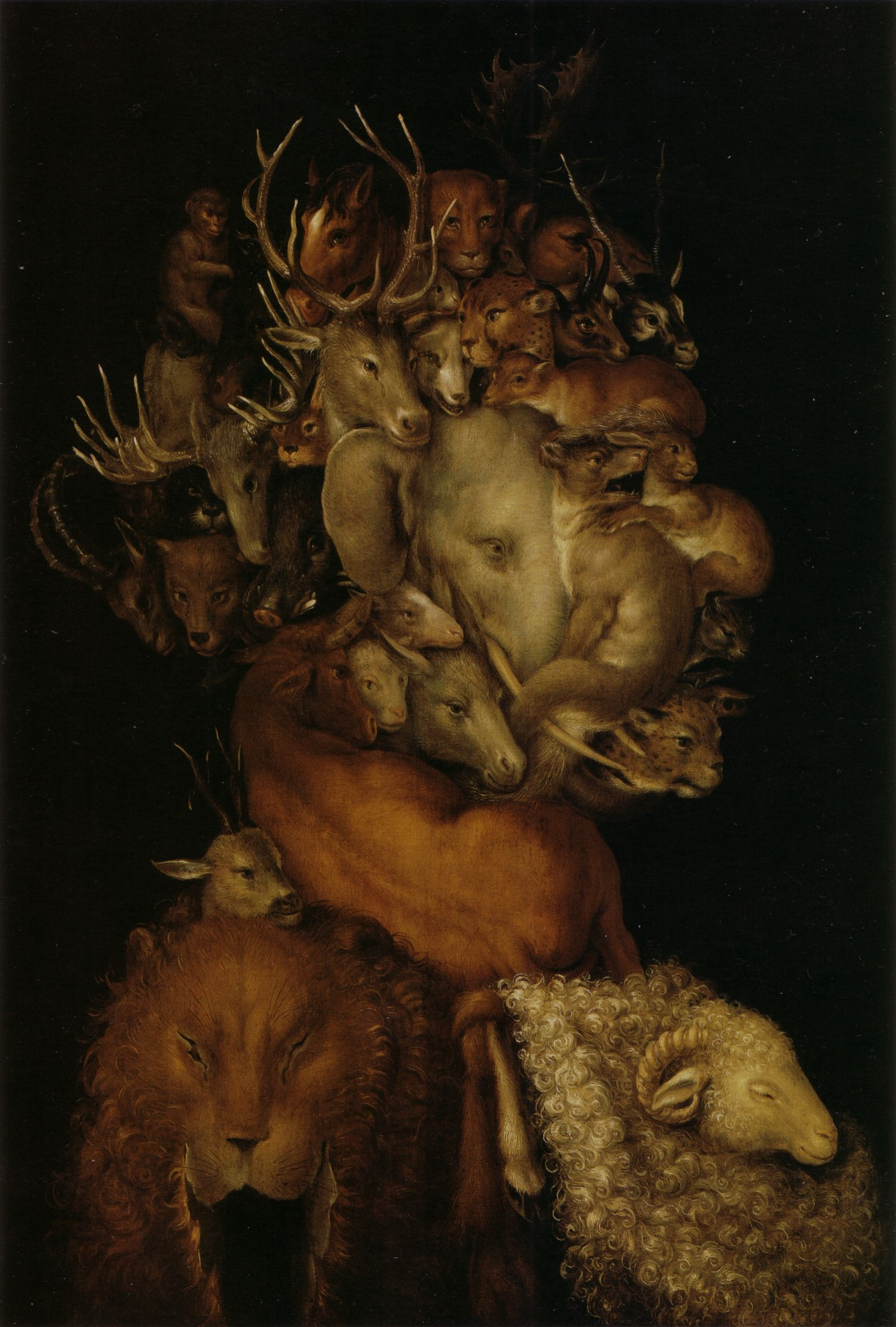
Tierra, 1570
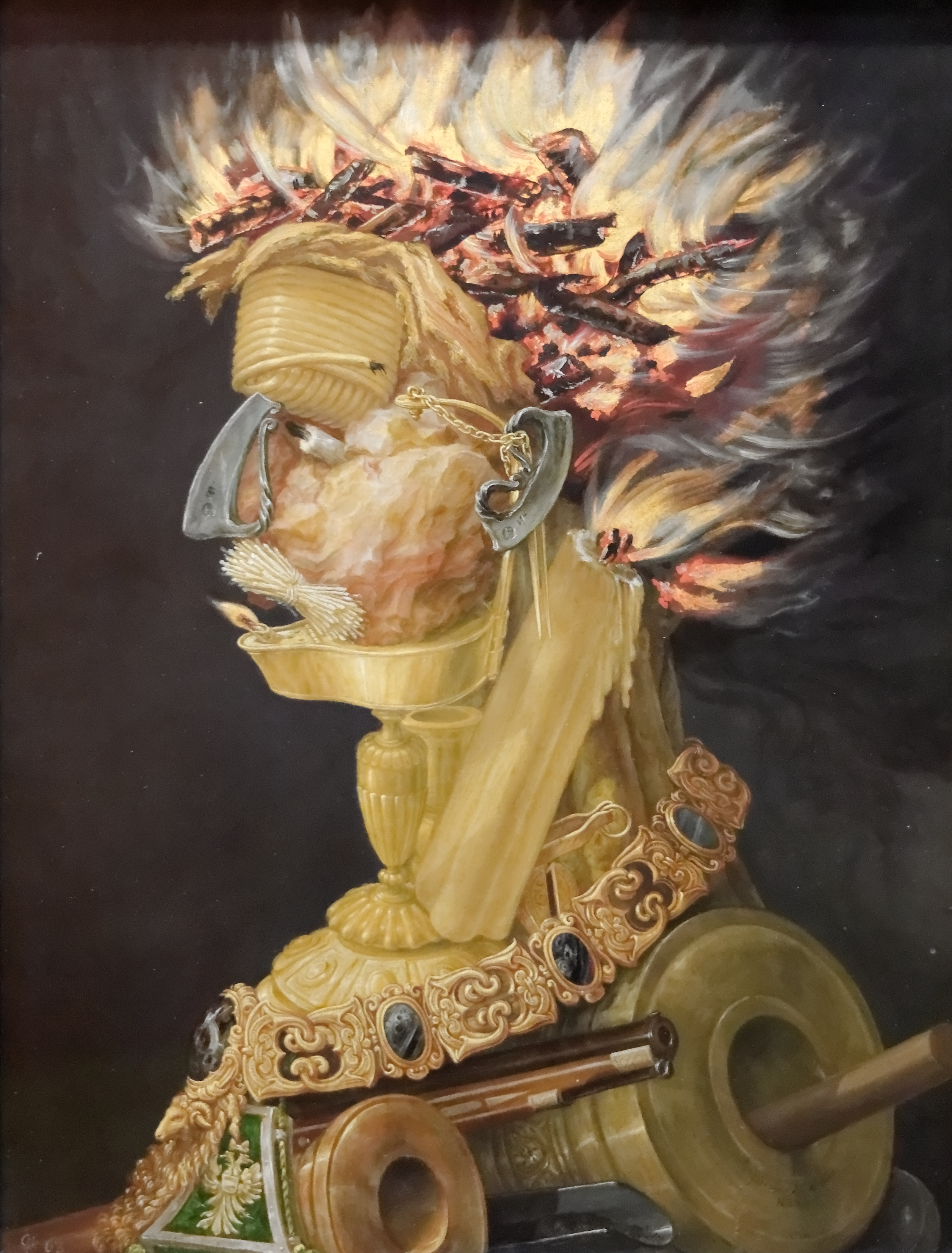
Fuego, 1566